# Llista de l'art públic del districte de Sant Martí
Llista de l'art públic del districte de Sant Martí (Barcelona) inclòs en el catàleg raonat d'art públic editat per l'Ajuntament de Barcelona i la Universitat de Barcelona.
| Títol                                                                                             | Descripció                                                                             | Autor/Data | Material                                                                        | Localització | Codi         | Imatge |
| ------------------------------------------------------------------------------------------------- | -------------------------------------------------------------------------------------- | --- | ------------------------------------------------------------------------------- | --- | ------------ | --- |
| Al Doctor Trueta                                                                                  |                                                                                        | Escultor: Josep Ricart i Maymir, signada 1978 | pedra amb relleus de bronze i de ferro                                          | Rambla del Poblenou amb Pere IV 41° 24′ 12″ N, 2° 11′ 54″ E / 41.40328°N,2.19842°E                                                                 | 08019/1-1    | Al doctor Trueta (Josep Ricart i Maymir) · Vegeu més fotos d'aquesta obra · Carregueu una nova foto d'aquesta obra                                      |
| Al canonge Rodó                                                                                   |                                                                                        | Escultor: Frederic Marès, signada Arquitecte: Josep Vilaseca 1919, destruïda durant la Guerra Civil, reconstruïda per l'autor 1954                                                               | pedra calcària                                                                  | Pl. Canonge Rodó 41° 24′ 36″ N, 2° 11′ 17″ E / 41.4099°N,2.18799°E                                                                                 | 08019/2-1    | Al canonge Rodó (Frederic Marès) · Vegeu més fotos d'aquesta obra · Carregueu una nova foto d'aquesta obra                                              |
| Theolongo Bacchio                                                                                 |                                                                                        | Disseny: Joan Fontanillas execució amb la col·laboració de l'Escola d'Aprenents de MACOSA 1973                                                                                                   | pedra amb relleus de ferro                                                      | Rambla Prim, 84 41° 24′ 57″ N, 2° 12′ 51″ E / 41.41588°N,2.21414°E                                                                                 | 08019/3-1    | Theolongo Bacchio (Joan Fontanillas) · Vegeu més fotos d'aquesta obra · Carregueu una nova foto d'aquesta obra                                          |
| A mossèn Pere Relats                                                                              |                                                                                        | Escultor: Josep Ricart i Maymir, signada 1979 | pedra amb medalló de bronze i elements de ferro                                 | Rambla del Poblenou amb Doctor Trueta 41° 23′ 57″ N, 2° 12′ 15″ E / 41.39908°N,2.20413°E                                                           | 08019/4-1    | A mossèn Pere Relats (Josep Ricart i Maymir) · Vegeu més fotos d'aquesta obra · Carregueu una nova foto d'aquesta obra                                  |
| El mur, The Wall                                                                                  |                                                                                        | Escultor: Richard Serra Arquitectes: Pedro Barragán, Bernardo de Sola projecte 1982, execució 1984                                                                                               | dues peces de formigó armat blanc buixardat formant arcs de circumferència      | Pl. de la Palmera de Sant Martí 41° 25′ 11″ N, 2° 12′ 18″ E / 41.41973°N,2.20504°E                                                                 | 08019/5-1    | El mur (Richard Serra) · Vegeu més fotos d'aquesta obra · Carregueu una nova foto d'aquesta obra                                                        |
| L'adolescent, Al cant popular                                                                     |                                                                                        | Escultura: Martí Llauradó, signada Pedestal: María Luisa Aguado, Alícia Calmell primera versió en terracota de 1960, bronze de 1999                                                              | bronze (inicialment en terracota) sobre pedestal de pedra de Sant Vicenç polida | Rambla del Poblenou amb Ramon Turró 41° 24′ 00″ N, 2° 12′ 11″ E / 41.39989°N,2.20304°E                                                             | 08019/6-1    | L'adolescent (Martí Llauradó) · Vegeu més fotos d'aquesta obra · Carregueu una nova foto d'aquesta obra                                                 |
| Matrimoni                                                                                         |                                                                                        | Escultor: Josep Ricart i Maymir 1967 | pedra                                                                           | C. Pont del Treball 41° 25′ 20″ N, 2° 11′ 49″ E / 41.42233°N,2.19681°E                                                                             | 08019/7-1    | Matrimoni (Josep Ricart i Maymir) · Vegeu més fotos d'aquesta obra · Carregueu una nova foto d'aquesta obra                                             |
| Cooperació                                                                                        |                                                                                        | Escultor: Josep Ricart i Maymir 1967 | pedra                                                                           | C. Pont del Treball 41° 25′ 20″ N, 2° 11′ 52″ E / 41.42215°N,2.19784°E                                                                             | 08019/8-1    | Cooperació (Josep Ricart i Maymir) · Vegeu més fotos d'aquesta obra · Carregueu una nova foto d'aquesta obra                                            |
| Autovia                                                                                           |                                                                                        | Escultor: Josep Maria Subirachs, signada 1975 | formigó amb elements d'acer                                                     | C. Buenaventura Muñoz, 15 41° 23′ 26″ N, 2° 11′ 02″ E / 41.3906°N,2.1838°E                                                                         | 08019/9-1    | Autovia (Josep Maria Subirachs) · Carregueu una nova foto d'aquesta obra                                                                                |
| Rites of Spring, Ritus de primavera                                                               |                                                                                        | Escultor: Bryan Hunt, signada Arquitectes: Dani Freixes i Vicente Miranda 1986 | bronze, amb diferents pàtines, sobre base de pedra dins un estany               | Parc del Clot 41° 24′ 33″ N, 2° 11′ 26″ E / 41.40921°N,2.19045°E                                                                                   | 08019/10-1   | Rites of Spring (Bryan Hunt) · Vegeu més fotos d'aquesta obra · Carregueu una nova foto d'aquesta obra                                                  |
| Las Pajaritas. Avinguda Meridiana, Ocells de paper                                                |                                                                                        | Escultor: Ramón Acín, rèplica de Julio Luján Instal·lació: Pedro Barragán original de 1923, reproducció 1991                                                                                     | 2 peces de planxa de ferro pintada sobre base d'obra                            | C. Aragó amb Avinguda Meridiana 41° 24′ 33″ N, 2° 11′ 15″ E / 41.4091579°N,2.1875345°E                                                             | 08019/11-1   | Ocells de paper. Avinguda Meridiana (Ramón Acín) · Vegeu més fotos d'aquesta obra · Carregueu una nova foto d'aquesta obra                              |
| Las Pajaritas. Navas de Tolosa, Ocells de paper                                                   |                                                                                        | Escultor: Ramón Acín, rèplica de Julio Luján Instal·lació: Pedro Barragán original de 1923, reproducció 1991                                                                                     | 2 peces de planxa de ferro pintada sobre base d'obra                            | C. Aragó amb c. Navas de Tolosa 41° 24′ 42″ N, 2° 11′ 27″ E / 41.411570°N,2.190735°E                                                               | 08019/11-2   | Ocells de paper. Navas de Tolosa (Ramón Acín) · Vegeu més fotos d'aquesta obra · Carregueu una nova foto d'aquesta obra                                 |
| Llar per a la tortuga dels vuit anells, Vuit boies marines                                        |                                                                                        | Escultor: Joan Bennassar 1991 | planxa d'acer pintada                                                           | Pl. Sant Josep de Calassanç, coneguda popularment com a pl. de la Tortuga 41° 24′ 45″ N, 2° 10′ 50″ E / 41.4124°N,2.18064°E                        | 08019/12-1   | Llar per a la tortuga dels vuit anells (Joan Bennassar) · Vegeu més fotos d'aquesta obra · Carregueu una nova foto d'aquesta obra                       |
| El llarg viatge                                                                                   |                                                                                        | Escultor: Francesc Torres Monsó, signada en placa 1992 | acer corten                                                                     | Rambla Prim amb Rambla Guipúscoa 41° 25′ 19″ N, 2° 12′ 19″ E / 41.42195°N,2.20531°E                                                                | 08019/13-1   | El llarg viatge (Francesc Torres Monsó) · Vegeu més fotos d'aquesta obra · Carregueu una nova foto d'aquesta obra                                       |
| Fraternitat, Als afusellats en el Camp de la Bota. A totes les víctimes de la Guerra Civil        |                                                                                        | Escultor: Miquel Navarro 1992, entorn modificat 2004 | acer corten                                                                     | Rambla Prim amb pg. Garcia Faria 41° 24′ 35″ N, 2° 13′ 18″ E / 41.4098°N,2.22158°E                                                                 | 08019/14-1   | Fraternitat (Miquel Navarro) · Vegeu més fotos d'aquesta obra · Carregueu una nova foto d'aquesta obra                                                  |
| Meridià                                                                                           |                                                                                        | Escultura: NEMO -François Scali & Alain Domingo- 1992. Accés tancat temporalment | acer corten                                                                     | Plaça de les Glòries Catalanes 41° 24′ 12″ N, 2° 11′ 13″ E / 41.40324°N,2.18694°E                                                                  | 08019/15-1   | Meridià · Vegeu més fotos d'aquesta obra · Carregueu una nova foto d'aquesta obra                                                                       |
| El Pla de la Nostàlgia                                                                            |                                                                                        | Escultor: Luis Ulloa 1992 | acer corten i formigó armat                                                     | Av. Bogatell amb c. Marina 41° 23′ 34″ N, 2° 11′ 25″ E / 41.3928°N,2.19036°E                                                                       | 08019/17-1   | El Pla de la Nostàlgia (Luis Ulloa) · Vegeu més fotos d'aquesta obra · Carregueu una nova foto d'aquesta obra                                           |
| Aquari                                                                                            |                                                                                        | Escultor: Antoni Roselló 1992 | acer corten i alumini                                                           | Pg. Marítim del Bogatell amb c. Jaume Vicens Vives 41° 23′ 32″ N, 2° 12′ 14″ E / 41.39217°N,2.20399°E                                              | 08019/18-1   | Aquari (Antoni Roselló) · Vegeu més fotos d'aquesta obra · Carregueu una nova foto d'aquesta obra                                                       |
| Tauro                                                                                             |                                                                                        | Escultor: Antoni Roselló 1992 | acer corten i alumini                                                           | Pg. Marítim de la Nova Icària amb c. Arquitecte Sert 41° 23′ 24″ N, 2° 12′ 01″ E / 41.39012°N,2.20025°E                                            | 08019/18-2   | Tauro (Antoni Roselló) · Vegeu més fotos d'aquesta obra · Carregueu una nova foto d'aquesta obra                                                        |
| Piscis                                                                                            |                                                                                        | Escultor: Antoni Roselló 1992 | acer corten i alumini                                                           | Pg. Marítim del Bogatell amb c. Llacuna 41° 23′ 43″ N, 2° 12′ 24″ E / 41.39524°N,2.20675°E                                                         | 08019/18-3   | Piscis (Antoni Roselló) · Vegeu més fotos d'aquesta obra · Carregueu una nova foto d'aquesta obra                                                       |
| Cilindre                                                                                          |                                                                                        | Escultor: Tom Carr 1992 | acer pintat                                                                     | C. Rosa Sensat 41° 23′ 30″ N, 2° 11′ 43″ E / 41.39163°N,2.19532°E                                                                                  | 08019/19-1   | Cilindre (Tom Carr) · Vegeu més fotos d'aquesta obra · Carregueu una nova foto d'aquesta obra                                                           |
| Raspall del vent, Tallavents o Rep el Vent de Llevant                                             |                                                                                        | Escultor: Francesc Fornells-Pla, signada 1992 | acer corten pintat                                                              | C. Jaume Vicens i Vives, amb c. Salvador Espriu 41° 23′ 35″ N, 2° 12′ 08″ E / 41.39319°N,2.20229°E                                                 | 08019/20-1   | Raspall del vent (Francesc Fornells-Pla) · Vegeu més fotos d'aquesta obra · Carregueu una nova foto d'aquesta obra                                      |
| Contrapunt, Homenatge a Maria Aurèlia Capmany                                                     |                                                                                        | Escultor: Ferran Soriano 1992 | acer inoxidable tallat per oxitall                                              | C. Concili de Trento, 340 41° 25′ 20″ N, 2° 12′ 36″ E / 41.42233°N,2.21005°E                                                                       | 08019/23-1   | Contrapunt (Ferran Soriano) · Vegeu més fotos d'aquesta obra · Carregueu una nova foto d'aquesta obra                                                   |
| El mas i la terra (Les Glòries Catalanes)                                                         |                                                                                        | Disseny: Andreu Arriola Selecció de textos: Joan Fuster, Sebastià Riera 1992. Accés tancat temporalment                                                                                          | obra aplacada de basalt i acer inoxidable                                       | Plaça de les Glòries Catalanes 41° 24′ 11″ N, 2° 11′ 12″ E / 41.40297°N,2.18657°E                                                                  | 08019/24-1   | Les Glòries Catalanes: El mas i la terra (Andreu Arriola) · Vegeu més fotos d'aquesta obra · Carregueu una nova foto d'aquesta obra                     |
| Restabliment de l'autogovern (Les Glòries Catalanes)                                              |                                                                                        | Disseny: Andreu Arriola Selecció de textos: Joan Fuster, Sebastià Riera 1992. Accés tancat temporalment                                                                                          | obra aplacada de basalt i acer inoxidable                                       | Plaça de les Glòries Catalanes 41° 24′ 11″ N, 2° 11′ 11″ E / 41.40317°N,2.18632°E                                                                  | 08019/24-2   | Les Glòries Catalanes: Restabliment de l'autogovern (Andreu Arriola) · Vegeu més fotos d'aquesta obra · Carregueu una nova foto d'aquesta obra          |
| Lluita per la llibertat i la justícia (Les Glòries Catalanes)                                     |                                                                                        | Disseny: Andreu Arriola Selecció de textos: Joan Fuster, Sebastià Riera 1992. Accés tancat temporalment                                                                                          | obra aplacada de basalt i acer inoxidable                                       | Plaça de les Glòries Catalanes 41° 24′ 12″ N, 2° 11′ 10″ E / 41.40344°N,2.18621°E                                                                  | 08019/24-3   | Les Glòries Catalanes: Lluita per la llibertat i la justícia (Andreu Arriola) · Vegeu més fotos d'aquesta obra · Carregueu una nova foto d'aquesta obra |
| El Modernisme (Les Glòries Catalanes)                                                             |                                                                                        | Disseny: Andreu Arriola Selecció de textos: Joan Fuster, Sebastià Riera 1992. Accés tancat temporalment                                                                                          | obra aplacada de basalt i acer inoxidable                                       | Plaça de les Glòries Catalanes 41° 24′ 13″ N, 2° 11′ 11″ E / 41.40372°N,2.18633°E                                                                  | 08019/24-4   | Les Glòries Catalanes: El Modernisme (Andreu Arriola) · Vegeu més fotos d'aquesta obra · Carregueu una nova foto d'aquesta obra                         |
| Aportació a la ciència i la tècnica (Les Glòries Catalanes)                                       |                                                                                        | Disseny: Andreu Arriola Selecció de textos: Joan Fuster, Sebastià Riera 1992. Accés tancat temporalment                                                                                          | obra aplacada de basalt i acer inoxidable                                       | Plaça de les Glòries Catalanes 41° 24′ 14″ N, 2° 11′ 12″ E / 41.4039°N,2.18662°E                                                                   | 08019/24-5   | Les Glòries Catalanes: Aportació a la ciència i la tècnica (Andreu Arriola) · Vegeu més fotos d'aquesta obra · Carregueu una nova foto d'aquesta obra   |
| La Renaixença (Les Glòries Catalanes)                                                             |                                                                                        | Disseny: Andreu Arriola Selecció de textos: Joan Fuster, Sebastià Riera 1992. Accés tancat temporalment                                                                                          | obra aplacada de basalt i acer inoxidable                                       | Plaça de les Glòries Catalanes 41° 24′ 14″ N, 2° 11′ 13″ E / 41.40396°N,2.18697°E                                                                  | 08019/24-6   | Les Glòries Catalanes: La Renaixença (Andreu Arriola) · Vegeu més fotos d'aquesta obra · Carregueu una nova foto d'aquesta obra                         |
| La industrialització (Les Glòries Catalanes)                                                      |                                                                                        | Disseny: Andreu Arriola Selecció de textos: Joan Fuster, Sebastià Riera 1992. Accés tancat temporalment                                                                                          | obra aplacada de basalt i acer inoxidable                                       | Plaça de les Glòries Catalanes 41° 24′ 14″ N, 2° 11′ 14″ E / 41.40388°N,2.18733°E                                                                  | 08019/24-7   | Les Glòries Catalanes: La industrialització (Andreu Arriola) · Vegeu més fotos d'aquesta obra · Carregueu una nova foto d'aquesta obra                  |
| L'arquitectura gòtica (Les Glòries Catalanes)                                                     |                                                                                        | Disseny: Andreu Arriola Selecció de textos: Joan Fuster, Sebastià Riera 1992. Accés tancat temporalment                                                                                          | obra aplacada de basalt i acer inoxidable                                       | Plaça de les Glòries Catalanes 41° 24′ 13″ N, 2° 11′ 15″ E / 41.40369°N,2.18759°E                                                                  | 08019/24-8   | Les Glòries Catalanes: L'arquitectura gòtica (Andreu Arriola) · Vegeu més fotos d'aquesta obra · Carregueu una nova foto d'aquesta obra                 |
| Llibre del Consolat de Mar (Les Glòries Catalanes)                                                |                                                                                        | Disseny: Andreu Arriola Selecció de textos: Joan Fuster, Sebastià Riera 1992. Accés tancat temporalment                                                                                          | obra aplacada de basalt i acer inoxidable                                       | Plaça de les Glòries Catalanes 41° 24′ 12″ N, 2° 11′ 16″ E / 41.40347°N,2.18767°E                                                                  | 08019/24-9   | Les Glòries Catalanes: Llibre del Consolat de Mar (Andreu Arriola) · Vegeu més fotos d'aquesta obra · Carregueu una nova foto d'aquesta obra            |
| L'art romànic (Les Glòries Catalanes)                                                             |                                                                                        | Disseny: Andreu Arriola Selecció de textos: Joan Fuster, Sebastià Riera 1992. Accés tancat temporalment                                                                                          | obra aplacada de basalt i acer inoxidable                                       | Plaça de les Glòries Catalanes 41° 24′ 11″ N, 2° 11′ 15″ E / 41.40315°N,2.18755°E                                                                  | 08019/24-10  | Les Glòries Catalanes: L'art romànic (Andreu Arriola) · Vegeu més fotos d'aquesta obra · Carregueu una nova foto d'aquesta obra                         |
| El dret català (Les Glòries Catalanes)                                                            |                                                                                        | Disseny: Andreu Arriola Selecció de textos: Joan Fuster, Sebastià Riera 1992. Accés tancat temporalment                                                                                          | obra aplacada de basalt i acer inoxidable                                       | Plaça de les Glòries Catalanes 41° 24′ 11″ N, 2° 11′ 14″ E / 41.40296°N,2.18728°E                                                                  | 08019/24-11  | Les Glòries Catalanes: El dret català (Andreu Arriola) · Vegeu més fotos d'aquesta obra · Carregueu una nova foto d'aquesta obra                        |
| La pau i la treva de Déu (Les Glòries Catalanes)                                                  |                                                                                        | Disseny: Andreu Arriola Selecció de textos: Joan Fuster, Sebastià Riera 1992. Accés tancat temporalment                                                                                          | obra aplacada de basalt i acer inoxidable                                       | Plaça de les Glòries Catalanes 41° 24′ 10″ N, 2° 11′ 13″ E / 41.40288°N,2.18692°E                                                                  | 08019/24-12  | Les Glòries Catalanes: La pau i la treva de Déu (Andreu Arriola) · Vegeu més fotos d'aquesta obra · Carregueu una nova foto d'aquesta obra              |
| Rellotge de sol bifilar                                                                           |                                                                                        | Disseny: Rafael Soler i Gayà, signada 1994 | acer i formigó amb suport de pedra                                              | Espigó del Bogatell 41° 23′ 46″ N, 2° 12′ 33″ E / 41.39611°N,2.20917°E                                                                             | 08019/26-1   | Rellotge de sol bifilar (Rafael Soler i Gayà) · Vegeu més fotos d'aquesta obra · Carregueu una nova foto d'aquesta obra                                 |
| A Angeleta Ferrer                                                                                 |                                                                                        | Escultor: Salvador Navarro Sorigué 1995 | relleu de bronze sobre granit                                                   | Pl. Angeleta Ferrer 41° 24′ 59″ N, 2° 11′ 58″ E / 41.41637°N,2.19931°E                                                                             | 08019/27-1   | A Angeleta Ferrer (Salvador Navarro Sorigué) · Vegeu més fotos d'aquesta obra · Carregueu una nova foto d'aquesta obra                                  |
| Marc                                                                                              |                                                                                        | Escultor: Robert Llimós, signada 1996-1997 | bronze amb pintura                                                              | Parc del Port Olímpic 41° 23′ 17″ N, 2° 11′ 48″ E / 41.38813°N,2.19668°E                                                                           | 08019/28-1   | Marc (Robert Llimós) · Vegeu més fotos d'aquesta obra · Carregueu una nova foto d'aquesta obra                                                          |
| Commemoració de la inauguració de la Vila Olímpica, Barcelona 1992                                |                                                                                        | Autor desconegut 1992 | acer sobre base de pedra                                                        | Parc del Port Olímpic 41° 23′ 20″ N, 2° 11′ 54″ E / 41.38893°N,2.19835°E                                                                           | 08019/29-1   | Commemoració de la inauguració de la Vila Olímpica · Vegeu més fotos d'aquesta obra · Carregueu una nova foto d'aquesta obra                            |
| Parc del Poblenou. Ashraf II                                                                      |                                                                                        | Paisatge: Manuel Ruisánchez, Xavier Vendrell 1992 | peces de vaixell sobre paisatge                                                 | Parc del Poblenou 41° 23′ 51″ N, 2° 12′ 29″ E / 41.39746°N,2.20815°E                                                                               | 08019/30-1   | Parc del Poblenou. Ashraf II · Vegeu més fotos d'aquesta obra · Carregueu una nova foto d'aquesta obra                                                  |
| Línia de la Verneda [A]                                                                           |                                                                                        | Escultor: Francesc Torres 1999 | acer inoxidable, resina i pedra artificial                                      | Rambla Guipúscoa entre Bac de Roda i Fluvià 41° 24′ 54″ N, 2° 11′ 43″ E / 41.41494°N,2.19517°E                                                     | 08019/31-1   | Línia de la Verneda: A (Francesc Torres) · Vegeu més fotos d'aquesta obra · Carregueu una nova foto d'aquesta obra                                      |
| Línia de la Verneda [c. Fluvià - c. Provençals]                                                   |                                                                                        | Escultor: Francesc Torres 1999 | acer inoxidable, resina i pedra artificial                                      | Rambla Guipúscoa entre c. Fluvià i c. Provençals 41° 24′ 57″ N, 2° 11′ 47″ E / 41.41586°N,2.1964°E                                                 | 08019/31-2   | Línia de la Verneda: c. Fluvià - c. Provençals (Francesc Torres) · Vegeu més fotos d'aquesta obra · Carregueu una nova foto d'aquesta obra              |
| Línia de la Verneda [c. Provençals - c. Selva de Mar]                                             |                                                                                        | Escultor: Francesc Torres 1999 | acer inoxidable, resina i pedra artificial                                      | Rambla Guipúscoa entre c. Provençals i c. Selva de Mar 41° 25′ 00″ N, 2° 11′ 51″ E / 41.41672°N,2.19755°E                                          | 08019/31-3   | Línia de la Verneda: c. Provençals - c. Selva de Mar (Francesc Torres) · Vegeu més fotos d'aquesta obra · Carregueu una nova foto d'aquesta obra        |
| Línia de la Verneda [c. Selva de Mar - c. Treball]                                                |                                                                                        | Escultor: Francesc Torres 1999 | acer inoxidable, resina i pedra artificial                                      | Rambla Guipúscoa entre Selva de Mar i Treball 41° 25′ 03″ N, 2° 11′ 55″ E / 41.41759°N,2.19874°E                                                   | 08019/31-4   | Línia de la Verneda: c. Selva de Mar - c. Treball (Francesc Torres) · Vegeu més fotos d'aquesta obra · Carregueu una nova foto d'aquesta obra           |
| Línia de la Verneda [c. Treball - c. Agricultura]                                                 |                                                                                        | Escultor: Francesc Torres 1999 | acer inoxidable, resina i pedra artificial                                      | Rambla Guipúscoa entre c. Treball i c. Agricultura 41° 25′ 06″ N, 2° 11′ 59″ E / 41.41841°N,2.19982°E                                              | 08019/31-5   | Línia de la Verneda: c. Treball - c. Agricultura (Francesc Torres) · Vegeu més fotos d'aquesta obra · Carregueu una nova foto d'aquesta obra            |
| Línia de la Verneda [c. Agricultura - c. Cantàbria]                                               |                                                                                        | Escultor: Francesc Torres 1999 | acer inoxidable, resina i pedra artificial                                      | Rambla Guipúscoa entre c. Agricultura i c. Cantàbria 41° 25′ 09″ N, 2° 12′ 03″ E / 41.41923°N,2.20091°E                                            | 08019/31-6   | Línia de la Verneda: c. Agricultura - c. Cantàbria (Francesc Torres) · Vegeu més fotos d'aquesta obra · Carregueu una nova foto d'aquesta obra          |
| Línia de la Verneda [c. Cantàbria - c. Puigcerdà]                                                 |                                                                                        | Escultor: Francesc Torres 1999 | acer inoxidable, resina i pedra artificial                                      | Rambla Guipúscoa entre c. Cantàbria i c. Puigcerdà 41° 25′ 12″ N, 2° 12′ 08″ E / 41.42012°N,2.20209°E                                              | 08019/31-7   | Línia de la Verneda: c. Cantàbria - c. Puigcerdà (Francesc Torres) · Vegeu més fotos d'aquesta obra · Carregueu una nova foto d'aquesta obra            |
| Línia de la Verneda [c. Puigcerdà - c. Maresme]                                                   |                                                                                        | Escultor: Francesc Torres 1999 | acer inoxidable, resina i pedra artificial                                      | Rambla Guipúscoa entre c. Puigcerdà i c. Maresme 41° 25′ 15″ N, 2° 12′ 11″ E / 41.42095°N,2.20319°E                                                | 08019/31-8   | Línia de la Verneda: c. Puigcerdà - c. Maresme (Francesc Torres) · Vegeu més fotos d'aquesta obra · Carregueu una nova foto d'aquesta obra              |
| Línia de la Verneda [c. Maresme - rbla. Prim]                                                     |                                                                                        | Escultor: Francesc Torres 1999 | acer inoxidable, resina i pedra artificial                                      | Rambla Guipúscoa entre c. Maresme i Rambla Prim 41° 25′ 18″ N, 2° 12′ 15″ E / 41.42178°N,2.20428°E                                                 | 08019/31-9   | Línia de la Verneda: c. Maresme - rbla. Prim (Francesc Torres) · Vegeu més fotos d'aquesta obra · Carregueu una nova foto d'aquesta obra                |
| Línia de la Verneda [rbla. Prim]                                                                  |                                                                                        | Escultor: Francesc Torres 1999 | acer inoxidable i resina                                                        | Rambla Guipúscoa amb Rambla Prim 41° 25′ 20″ N, 2° 12′ 18″ E / 41.42225°N,2.20491°E                                                                | 08019/31-10  | Línia de la Verneda: rbla. Prim (Francesc Torres) · Vegeu més fotos d'aquesta obra · Carregueu una nova foto d'aquesta obra                             |
| Línia de la Verneda [rbla. Prim - c. Ca n'Oliva]                                                  |                                                                                        | Escultor: Francesc Torres 1999 | acer inoxidable, resina i pedra artificial                                      | Rambla Guipúscoa entre Rambla Prim i c. Ca n'Oliva 41° 25′ 22″ N, 2° 12′ 21″ E / 41.42284°N,2.20578°E                                              | 08019/31-11  | Línia de la Verneda: rbla. Prim - c. Ca n'Oliva (Francesc Torres) · Vegeu més fotos d'aquesta obra · Carregueu una nova foto d'aquesta obra             |
| Línia de la Verneda [c. Ca n'Oliva - La Pau]                                                      |                                                                                        | Escultor: Francesc Torres 1999 | acer inoxidable, resina i pedra artificial                                      | Rambla Guipúscoa entre Ca N'Oliva i Habitatges La Pau 41° 25′ 25″ N, 2° 12′ 25″ E / 41.42361°N,2.20682°E                                           | 08019/31-12  | Línia de la Verneda: c. Ca n'Oliva - La Pau (Francesc Torres) · Vegeu més fotos d'aquesta obra · Carregueu una nova foto d'aquesta obra                 |
| Línia de la Verneda [La Pau - c. Verneda]                                                         |                                                                                        | Escultor: Francesc Torres 1999 | acer inoxidable, resina i pedra artificial                                      | Rambla Guipúscoa entre Habitatges La Pau i camí de la Verneda 41° 25′ 28″ N, 2° 12′ 28″ E / 41.42438°N,2.20784°E                                   | 08019/31-13  | Línia de la Verneda: La Pau - c. Verneda (Francesc Torres) · Vegeu més fotos d'aquesta obra · Carregueu una nova foto d'aquesta obra                    |
| Línia de la Verneda [B]                                                                           |                                                                                        | Escultor: Francesc Torres 1999 | acer inoxidable, resina i pedra artificial                                      | Rambla Guipúscoa entre camí de la Verneda i c. Extremadura 41° 25′ 30″ N, 2° 12′ 31″ E / 41.42502°N,2.2087°E                                       | 08019/31-14  | Línia de la Verneda: B (Francesc Torres) · Vegeu més fotos d'aquesta obra · Carregueu una nova foto d'aquesta obra                                      |
| El cul, A Santiago Roldán                                                                         |                                                                                        | Escultor: Eduardo Úrculo, signada 1999 | bronze                                                                          | Parc de Carles I 41° 23′ 21″ N, 2° 11′ 38″ E / 41.38904°N,2.19386°E                                                                                | 08019/32-1   | El cul (Eduardo Úrculo) · Vegeu més fotos d'aquesta obra · Carregueu una nova foto d'aquesta obra                                                       |
| A Gandhi                                                                                          |                                                                                        | Escultor: Adolfo Pérez Esquivel, signada original de 1967, bronze 1999, en aquest emplaçament des de 2000                                                                                        | bronze                                                                          | Jardins de Gandhi 41° 24′ 14″ N, 2° 12′ 26″ E / 41.4038°N,2.20723°E                                                                                | 08019/33-1   | A Gandhi (Adolfo Pérez Esquivel) · Vegeu més fotos d'aquesta obra · Carregueu una nova foto d'aquesta obra                                              |
| Les cultures                                                                                      |                                                                                        | Escultora: Mercedes Ortega 1984, situada en l'actual emplaçament des de 1998 | pedra calcària                                                                  | Pl. de la Pau 41° 25′ 20″ N, 2° 12′ 31″ E / 41.42229°N,2.20849°E                                                                                   | 08019/34-1   | Les cultures (Mercedes Ortega) · Vegeu més fotos d'aquesta obra · Carregueu una nova foto d'aquesta obra                                                |
| A Ramon Calsina                                                                                   |                                                                                        | Escultor: Jaume Cases, signada 2001 | bronze i basalt                                                                 | Pl. Ramón Calsina 41° 24′ 21″ N, 2° 12′ 42″ E / 41.40597°N,2.21174°E                                                                               | 08019/36-1   | A Ramon Calsina (Jaume Cases) · Vegeu més fotos d'aquesta obra · Carregueu una nova foto d'aquesta obra                                                 |
| Plaça dels Campions                                                                               |                                                                                        | Disseny: Josep Martorell, Oriol Bohigas, David Mackay (MBM arquitectes) 1992 | paisatge                                                                        | Pl. dels Campions 41° 23′ 27″ N, 2° 12′ 02″ E / 41.39094°N,2.20042°E                                                                               | 08019/37-1   | Plaça dels Campions · Vegeu més fotos d'aquesta obra · Carregueu una nova foto d'aquesta obra                                                           |
| Barcelona postals de postals                                                                      |                                                                                        | Artista: Eugènia Balcells 1991, adquirida 1994, instal·lada 2004, retirada el 2010 | postals sobre panells de fusta amb marc d'acer inoxidable i vidre               | Fòrum de les Cultures, retirada temporalment per acollir l'edifici la seu del Museu de Zoologia 41° 24′ 40″ N, 2° 13′ 16″ E / 41.41112°N,2.22104°E | 08019/38-1   | Es creu que no es poden fer fotos lliures d'aquesta obra                                                                                                |
| Sense títol. Passatge courenc                                                                     |                                                                                        | Escultora: Cristina Iglesias Arquitecte: Josep Lluís Mateo 2004 | filferro dolç trenat sobre platina d'acer                                       | C. Taulat, 278 41° 24′ 33″ N, 2° 13′ 10″ E / 41.40915°N,2.21956°E                                                                                  | 08019/39-1   | Passatge courenc (Cristina Iglesias) · Vegeu més fotos d'aquesta obra · Carregueu una nova foto d'aquesta obra                                          |
| Aquí hay tomate, Dispositius                                                                      |                                                                                        | Escultora: Eulàlia Valldosera, amb la col·laboració de GHV Produccions 2004, 2007 |                                                                                 | Avinguda Diagonal, 1 -recinte Fòrum- 41° 24′ 44″ N, 2° 13′ 24″ E / 41.41236°N,2.22344°E                                                            | 08019/40-0   | Aquí hay tomate (Eulàlia Valldosera) · Vegeu més fotos d'aquesta obra · Carregueu una nova foto d'aquesta obra                                          |
| Sisena paret                                                                                      |                                                                                        | Instal·lació: Tony Oursler 2005, instal·lació 2007. Sense funcionament per treballs de manteniment                                                                                               | instal·lació de video                                                           | Avinguda Diagonal, 1 -recinte Fòrum- 41° 24′ 42″ N, 2° 13′ 16″ E / 41.41167°N,2.22122°E                                                            | 08019/42-1   | Carregueu una nova foto d'aquesta obra |
| Xemeneia solitària                                                                                |                                                                                        | Arquitectes: José Antonio Martínez Lapeña i Elías Torres 2007 | acer pintat i elements electrònics d'informació                                 | Pl. Ernest Lluch i Martín -recinte Fòrum- 41° 24′ 42″ N, 2° 13′ 16″ E / 41.41167°N,2.22122°E                                                       | 08019/43-1   | Xemeneia solitària · Vegeu més fotos d'aquesta obra · Carregueu una nova foto d'aquesta obra                                                            |
| Himmelsrichtungen, Punts cardinals                                                                |                                                                                        | Instal·lació: Blinky Palermo Arquitecte: Pere Falquès de l'edifici original, Antoni Vilanova Omedas i Eduard Simó González de la rehabilitació 1976, reconstrucció 2003, actual emplaçament 2012 | oli sobre vidre i acer                                                          | Pl. Ramon Calsina -Casa de Vàlvules de la Torre d'Aigües del Besòs- 41° 24′ 21″ N, 2° 12′ 44″ E / 41.40595°N,2.2123°E                              | 08019/44-1   | Punts cardinals (Blinky Palermo) · Es creu que no es poden fer fotos lliures d'aquesta obra                                                             |
| Rellotge analemàtic                                                                               |                                                                                        | Idea i disseny: Ramon Farré-Escofet i Joan Claudi Minguell, amb la col·laboració de Magda Mària, Eduard Farré i Olivé i Amèrica Sánchez 2004                                                     | bronze i acer inoxidable                                                        | Avinguda Diagonal, 1 -recinte Fòrum- 41° 24′ 41″ N, 2° 13′ 35″ E / 41.4115°N,2.22628°E                                                             | 08019/46-1   | Rellotge analemàtic · Vegeu més fotos d'aquesta obra · Carregueu una nova foto d'aquesta obra                                                           |
| Pou del món                                                                                       |                                                                                        | Projecte: Joan Maria Soler Farràs Arquitecte: Jean Nouvel 2008 |                                                                                 | Avinguda Diagonal, 118 41° 24′ 27″ N, 2° 12′ 08″ E / 41.40757°N,2.20221°E                                                                          | 08019/47-1   | Pou del món · Vegeu més fotos d'aquesta obra · Carregueu una nova foto d'aquesta obra                                                                   |
| Dell'Arte                                                                                         |                                                                                        | Escultor: Jaume Plensa 1990, 2012 | ferro                                                                           | C. Roc Boronat, 126-146 -Fundació Vila Casas- 41° 24′ 12″ N, 2° 11′ 42″ E / 41.40322°N,2.19511°E                                                   | 08019/48-1   | Dell'Arte (Jaume Plensa) · Carregueu una nova foto d'aquesta obra                                                                                       |
| Bon viatge. Metro L4 - Estació El Maresme-Fòrum                                                   |                                                                                        | Disseny: Enric Maurí 2004 |                                                                                 | Estació del Maresme - Fòrum 41° 24′ 44″ N, 2° 13′ 02″ E / 41.41222°N,2.21731°E                                                                     | 08019/431-1  | Bon viatge (Enric Maurí) · Vegeu més fotos d'aquesta obra · Carregueu una nova foto d'aquesta obra                                                      |
| Cementiri del Poblenou                                                                            |                                                                                        | Arquitectes: Antonio Ginesi, Miquel Garriga i Roca, Leandre Albareda 1819, primera ampliació 1848-1852, segona ampliació 1888                                                                    | pedra                                                                           | Av. Icària 41° 23′ 42″ N, 2° 12′ 05″ E / 41.394875°N,2.201288°E                                                                                    | 08019/460-0  | Cementiri del Poblenou · Vegeu més fotos d'aquesta obra · Carregueu una nova foto d'aquesta obra                                                        |
| Fides i Spes, Fe i Esperança                                                                      |                                                                                        | Escultor: Francesc Pagès | pedra i bronze                                                                  | Cementiri del Poblenou 41° 23′ 42″ N, 2° 12′ 05″ E / 41.3949°N,2.20128°E                                                                           | 08019/461-1  | Fides i Spes (Francesc Pagès) · Vegeu més fotos d'aquesta obra · Carregueu una nova foto d'aquesta obra                                                 |
| Àngel                                                                                             |                                                                                        | Escultor: Agapit Vallmitjana i Barbany 1866 | marbre blanc i bronze                                                           | Cementiri del Poblenou 41° 23′ 43″ N, 2° 12′ 07″ E / 41.3954°N,2.20194°E                                                                           | 08019/462-1  | Àngel (Agapit Vallmitjana i Barbany) · Vegeu més fotos d'aquesta obra · Carregueu una nova foto d'aquesta obra                                          |
| Placa fundacional                                                                                 |                                                                                        | 1819 | marbre                                                                          | Cementiri del Poblenou 41° 23′ 44″ N, 2° 12′ 07″ E / 41.39546°N,2.20202°E                                                                          | 08019/463-1  | Placa fundacional · Vegeu més fotos d'aquesta obra · Carregueu una nova foto d'aquesta obra                                                             |
| Plaques de la renovació                                                                           |                                                                                        | 1852 | marbre                                                                          | Cementiri del Poblenou 41° 23′ 49″ N, 2° 12′ 14″ E / 41.39704°N,2.20396°E                                                                          | 08019/464-1  | Plaques de la renovació · Vegeu més fotos d'aquesta obra · Carregueu una nova foto d'aquesta obra                                                       |
| Creu celta                                                                                        |                                                                                        | Arquitecte: Leandre Albareda 1888 | pedra de Montjuïc                                                               | Cementiri del Poblenou 41° 23′ 46″ N, 2° 12′ 12″ E / 41.39603°N,2.20321°E                                                                          | 08019/465-1  | Creu celta (Leandre Albareda) · Vegeu més fotos d'aquesta obra · Carregueu una nova foto d'aquesta obra                                                 |
| Als afusellats de la Vila de Gràcia                                                               |                                                                                        | 1868 | pedra                                                                           | Cementiri del Poblenou 41° 23′ 44″ N, 2° 12′ 12″ E / 41.39548°N,2.20332°E                                                                          | 08019/466-1  | Als afusellats de la Vila de Gràcia · Vegeu més fotos d'aquesta obra · Carregueu una nova foto d'aquesta obra                                           |
| Homenatge ciutadà als "serenos i guardes"                                                         |                                                                                        | 1870 | marbre blanc                                                                    | Cementiri del Poblenou 41° 23′ 44″ N, 2° 12′ 12″ E / 41.39543°N,2.20333°E                                                                          | 08019/467-1  | Homenatge ciutadà als serenos i guardes · Vegeu més fotos d'aquesta obra · Carregueu una nova foto d'aquesta obra                                       |
| Societat Econòmica d'Amics del País                                                               |                                                                                        | c 1859 | marbre                                                                          | Cementiri del Poblenou 41° 23′ 42″ N, 2° 12′ 10″ E / 41.39498°N,2.20282°E                                                                          | 08019/468-1  | Societat Econòmica d'Amics del País · Vegeu més fotos d'aquesta obra · Carregueu una nova foto d'aquesta obra                                           |
| Josep Anselm Clavé                                                                                |                                                                                        | Escultor: Manuel Fuxà Arquitectes: Josep Vilaseca, Lluís Domènech i Montaner 1874, 1876, destruït 1937, reconstrucció 1948-50                                                                    | marbre, pedra i bronze                                                          | Cementiri del Poblenou 41° 23′ 49″ N, 2° 12′ 13″ E / 41.39708°N,2.20372°E                                                                          | 08019/469-1  | Josep Anselm Clavé (Manuel Fuxà) · Vegeu més fotos d'aquesta obra · Carregueu una nova foto d'aquesta obra                                              |
| Francesc Permanyer                                                                                |                                                                                        | Escultors: Agapit Vallmitjana i Barbany i Venanci Vallmitjana i Barbany Arquitecte: Elías Rogent 1864, 1868                                                                                      | pedra i ferro                                                                   | Cementiri del Poblenou 41° 23′ 48″ N, 2° 12′ 13″ E / 41.3966896°N,2.20348834°E                                                                     | 08019/470-1  | Francesc Permanyer (Agapit Vallmitjana i Venanci Vallmitjana) · Vegeu més fotos d'aquesta obra · Carregueu una nova foto d'aquesta obra                 |
| A les víctimes de l'epidèmia de febre groga de 1821                                               |                                                                                        | Arquitectes: Antonio Ginesi, Leandre Albareda c. 1823, reformat 1865, reconstruït 1895 | pedra i marbre blanc                                                            | Cementiri del Poblenou 41° 23′ 45″ N, 2° 12′ 09″ E / 41.39595°N,2.20261°E                                                                          | 08019/471-1  | A les víctimes de l'epidèmia de febre groga de 1821 · Vegeu més fotos d'aquesta obra · Carregueu una nova foto d'aquesta obra                           |
| Les pèrgoles de l'avinguda d'Icària                                                               |                                                                                        | Disseny: Enric Miralles, Carme Pinós 1992 | acer i fusta                                                                    | Av. Icària 41° 23′ 29″ N, 2° 11′ 50″ E / 41.39141°N,2.19724°E                                                                                      | 08019/602-1  | Les pèrgoles de l'avinguda d'Icària · Vegeu més fotos d'aquesta obra · Carregueu una nova foto d'aquesta obra                                           |
| Mural del Centre La Farinera del Clot (desaparegut)                                               |                                                                                        | Disseny i execució: col·lectiu internacional 1998, 2005 intervenció desapareguda | pintura                                                                         | C. Aragó, 527 41° 24′ 17″ N, 2° 10′ 52″ E / 41.40483°N,2.18124°E                                                                                   | 08019/620-1  | Carregueu una nova foto d'aquesta obra |
| Mural del Còmic                                                                                   |                                                                                        | Disseny: Daniel Torres 2011 | pintura                                                                         | C. Fluvià, 89 41° 24′ 25″ N, 2° 12′ 24″ E / 41.40703°N,2.20655°E                                                                                   | 08019/621-1  | Mural del Còmic (Daniel Torres) · Carregueu una nova foto d'aquesta obra                                                                                |
| La fita de Sant Martí                                                                             |                                                                                        | Disseny: Serveis Tècnics de l'Ajuntament de Barcelona fita anterior a 1897, placa 1998 | pedra                                                                           | C. Marina prop de c. Ramon Turró 41° 23′ 23″ N, 2° 11′ 35″ E / 41.38986°N,2.19318°E                                                                | 08019/702-1  | La fita de Sant Martí · Vegeu més fotos d'aquesta obra · Carregueu una nova foto d'aquesta obra                                                         |
| II Festa de l'Arbre (desaparegut)                                                                 |                                                                                        | Ceràmica: Joan Baptista Guivernau, signada 1954, desapareguda 2007 | ceràmica                                                                        | Eterna Memòria, 7 41° 24′ 48″ N, 2° 10′ 54″ E / 41.41339°N,2.18153°E                                                                               | 08019/721-1  | Carregueu una nova foto d'aquesta obra |
| Font de l'Ànec                                                                                    |                                                                                        | Escultor: Frederic Marès, signada 1925 | bronze sobre base d'obra vista i pedra                                          | C. dels Enamorats amb c. València 41° 24′ 32″ N, 2° 11′ 07″ E / 41.4089°N,2.18524°E                                                                | 08019/801-1  | Font de l'Ànec (Frederic Marès) · Vegeu més fotos d'aquesta obra · Carregueu una nova foto d'aquesta obra                                               |
| Voga                                                                                              |                                                                                        | Escultor: Juan Bordes, signada Arquitectes: Oscar Tusquets, Carlos Díaz 1992 | bronze sobre base de pedra artificial negra                                     | Av. Litoral 41° 23′ 29″ N, 2° 12′ 01″ E / 41.39151°N,2.20021°E                                                                                     | 08019/804-1  | Voga (Juan Bordes) · Vegeu més fotos d'aquesta obra · Carregueu una nova foto d'aquesta obra                                                            |
| Capbussament                                                                                      |                                                                                        | Escultor: Juan Bordes, signada Arquitectes: Oscar Tusquets, Carlos Díaz 1992 | bronze sobre base de pedra artificial negra                                     | Escullera del Poblenou 41° 23′ 02″ N, 2° 11′ 58″ E / 41.38378°N,2.19951°E                                                                          | 08019/805-1  | Capbussament (Juan Bordes) · Vegeu més fotos d'aquesta obra · Carregueu una nova foto d'aquesta obra                                                    |
| Tempteig                                                                                          |                                                                                        | Escultor: Juan Bordes, signada Arquitectes: Oscar Tusquets, Carlos Díaz 1992. Accés tancat temporalment                                                                                          | bronze sobre base de pedra artificial negra                                     | Plaça de les Glòries Catalanes 41° 24′ 13″ N, 2° 11′ 15″ E / 41.40349°N,2.1874°E                                                                   | 08019/806-1  | Carregueu una nova foto d'aquesta obra |
| Font del coure (desaparegut)                                                                      |                                                                                        | 1992, desmuntada 2004 | coure, aigua                                                                    | Rambla de Prim 41° 24′ 41″ N, 2° 13′ 09″ E / 41.41138°N,2.21904°E                                                                                  | 08019/807-1  | Es creu que no es poden fer fotos lliures d'aquesta obra                                                                                                |
| Estany de Cobi                                                                                    |                                                                                        | Escultor: Xavier Mariscal 1992 | figura de resina banyada en bronze, estany recobert de trencadís ceràmic        | Parc del Port Olímpic 41° 23′ 21″ N, 2° 11′ 56″ E / 41.38929°N,2.19875°E                                                                           | 08019/808-1  | Estany de Cobi (Xavier Mariscal) · Vegeu més fotos d'aquesta obra · Carregueu una nova foto d'aquesta obra                                              |
| Font de la plaça dels Porxos (desaparegut)                                                        |                                                                                        | Disseny: Moisés Gallego, Franc Fernández 1994 | formigó armat i aigua                                                           | Pl. dels Porxos 41° 24′ 52″ N, 2° 11′ 58″ E / 41.41435°N,2.19958°E                                                                                 | 08019/813-1  | Carregueu una nova foto d'aquesta obra |
| Font dels Castellers                                                                              |                                                                                        | Ceràmica: Calbet, signada 1978, traslladada i reconstruïda 2003 | font de ferro colat amb pedra de Montserrat i trencadís ceràmic                 | Jardí dels Castellers 41° 24′ 31″ N, 2° 11′ 23″ E / 41.40858°N,2.18962°E                                                                           | 08019/820-1  | Font dels Castellers · Carregueu una nova foto d'aquesta obra                                                                                           |
| Columna olímpica, Un cardo entre dos flores                                                       |                                                                                        | Escultor: Andreu Alfaro 1992 | alumini                                                                         | Pg. Marítim del Port Olímpic 41° 23′ 17″ N, 2° 11′ 52″ E / 41.38807°N,2.19791°E                                                                    | 08019/911-1  | Columna olímpica (Andreu Alfaro) · Vegeu més fotos d'aquesta obra · Carregueu una nova foto d'aquesta obra                                              |
| Sant Martí de Provençals, Font-escultura al parc de Sant Martí                                    |                                                                                        | Escultor: Antoni Roselló Arquitectes: Carlos Martí, Antonio Armesto 1987, 1991 | coure, travertí romà i pedra calcària                                           | Parc de Sant Martí, accés des del Pont del Treball 41° 25′ 16″ N, 2° 11′ 50″ E / 41.4211°N,2.19714°E                                               | 08019/913-1  | Font-escultura al Parc de Sant Martí (Antoni Roselló) · Vegeu més fotos d'aquesta obra · Carregueu una nova foto d'aquesta obra                         |
| Quatre falques                                                                                    |                                                                                        | Escultor: Josep Ricart i Maymir 1967 | granit gris amb lletres de planxa d'acer                                        | C. Pont del Treball amb Cantàbria 41° 25′ 20″ N, 2° 11′ 54″ E / 41.42216°N,2.19822°E                                                               | 08019/914-1  | Quatre falques (Josep Ricart i Maymir) · Vegeu més fotos d'aquesta obra · Carregueu una nova foto d'aquesta obra                                        |
| Megajoguina, El patinet                                                                           |                                                                                        | Escultor: Joan Oliver 1997 |                                                                                 | Rambla Prim, 87 41° 25′ 00″ N, 2° 12′ 43″ E / 41.41657°N,2.21188°E                                                                                 | 08019/921-1  | Megajoguina (Joan Oliver) · Vegeu més fotos d'aquesta obra · Carregueu una nova foto d'aquesta obra                                                     |
| Cooperativa de Tramvies, Habitatges de la Cooperativa de Treballadors de la Companyia de Tramvies |                                                                                        | Escultor: Josep Ricart i Maymir, signada 1968 | formigó, ferro colat, zenc, pedra i rail de tramvia                             | C. Bermejo amb Rambla Prim 41° 24′ 48″ N, 2° 13′ 03″ E / 41.41332°N,2.21752°E                                                                      | 08019/922-1  | Cooperativa de Tramvies (Josep Ricart i Maymir) · Vegeu més fotos d'aquesta obra · Carregueu una nova foto d'aquesta obra                               |
| Parc de Diagonal Mar                                                                              |                                                                                        | Arquitectes: Enric Miralles, Benedetta Tagliabue Ceràmica: Antoni Cumella i Vendrell 2002 | paisatge amb estructures d'acer i elements de trencadís ceràmic                 | Parc de Diagonal-Mar 41° 24′ 33″ N, 2° 12′ 51″ E / 41.40912°N,2.21415°E                                                                            | 08019/923-1  | Parc de Diagonal Mar · Vegeu més fotos d'aquesta obra · Carregueu una nova foto d'aquesta obra                                                          |
| Plaça Can Robacols                                                                                |                                                                                        | Disseny: Pedro Barragán, Bernardo de Sola 1987, elements retirats en la reforma del 2006 | arquitectura                                                                    | Pl. Can Robacols 41° 24′ 44″ N, 2° 10′ 59″ E / 41.41211°N,2.18317°E                                                                                | 08019/930-1  | Plaça Can Robacols · Carregueu una nova foto d'aquesta obra                                                                                             |
| Creu de terme de Sant Adrià de Besòs                                                              |                                                                                        | Disseny: Josep M. Pericas 1944 | pedra artificial                                                                | C. Extremadura 41° 25′ 21″ N, 2° 12′ 40″ E / 41.4224°N,2.21114°E                                                                                   | 08019/933-1  | Creu de terme de Sant Adrià de Besòs (Josep M. Pericas) · Modifica el valor a Wikidata · Carregueu una nova foto d'aquesta obra                         |
| Creu de terme de Sant Martí                                                                       |                                                                                        | Autor desconegut 1344, reconstruïda el 1589, desapareguda i reconstruïda de nou després de 1950                                                                                                  | pedra                                                                           | C. Extremadura 41° 25′ 30″ N, 2° 12′ 33″ E / 41.42502°N,2.20914°E                                                                                  | 08019/934-1  | Creu de terme de Sant Martí · Vegeu més fotos d'aquesta obra · Carregueu una nova foto d'aquesta obra                                                   |
| La família                                                                                        |                                                                                        | Escultor: Xavier Corberó 2003 | basalt                                                                          | C. Ciutat de Granada amb c. Sancho de Àvila 41° 24′ 05″ N, 2° 11′ 38″ E / 41.40143°N,2.19391°E                                                     | 08019/938-1  | La família (Xavier Corberó) · Vegeu més fotos d'aquesta obra · Carregueu una nova foto d'aquesta obra                                                   |
| Monòlit de la Cooperativa del Sagrat Cor                                                          |                                                                                        | 1960 | Pedra de Montserrat                                                             | C. Paraguai amb c. Maresme 41° 25′ 04″ N, 2° 12′ 29″ E / 41.41776°N,2.20806°E                                                                      | 08019/940-1  | Monòlit de la Cooperativa del Sagrat Cor · Modifica el valor a Wikidata · Vegeu més fotos d'aquesta obra · Carregueu una nova foto d'aquesta obra       |
| Ulises Heureaux (desaparegut)                                                                     | Encarregada pel dictador de la República Dominicana, es va quedar al port de Barcelona | Escultor: Pere Carbonell 1897-1899, 1933, destruïda 1948 |                                                                                 | Av. Icària | 08019/1335-1 | Carregueu una nova foto d'aquesta obra |
| Font de la Plaça dels Voluntaris                                                                  |                                                                                        | Disseny: José María Mercé 1992 | granit rosavel i aigua                                                          | Pl. dels Voluntaris 41° 23′ 16″ N, 2° 11′ 46″ E / 41.38778°N,2.19624°E                                                                             | 08019/1841-1 | Font de la Plaça dels Voluntaris · Vegeu més fotos d'aquesta obra · Carregueu una nova foto d'aquesta obra                                              |
| Memorial en homenatge als professors de la Universitat Catalana depurats i separats l'any 1939    |                                                                                        | Idea: Oriol Bohigas, Josep Maria Civit, David Mackay, Josep Martorell, Enric Satué 2001 | Vidre                                                                           | Ramon Trias Fargas, 25-27 -Universitat Pompeu Fabra- 41° 23′ 21″ N, 2° 11′ 28″ E / 41.3892°N,2.19102°E                                             | 08019/1980-1 | Memorial en homenatge als professors de la Universitat Catalana depurats i separats l'any 1939 · Carregueu una nova foto d'aquesta obra                 |
| Sala de reflexió                                                                                  |                                                                                        | Arquitectes: Jordi Garcés i Enric Sòria Instal·lació: Antoni Tàpies 1997 |                                                                                 | C. Wellington -Universitat Pompeu Fabra- 41° 23′ 21″ N, 2° 11′ 30″ E / 41.3891°N,2.19163°E                                                         | 08019/1980-2 | Sala de reflexió · Carregueu una nova foto d'aquesta obra                                                                                               |
| Parasoles garabato                                                                                |                                                                                        | Disseny: Juan Navarro Baldeweg 2007 | vidre, planxes d'acer                                                           | C. Wellington, 10 -Edifici Mercè Rodoreda, Universitat Pompeu Fabra- 41° 23′ 22″ N, 2° 11′ 24″ E / 41.38941°N,2.18987°E                            | 08019/1980-3 | Parasoles garabato (Juan Navarro Baldeweg) · Vegeu més fotos d'aquesta obra · Carregueu una nova foto d'aquesta obra                                    |
| Als bombers de Barcelona, A tots els bombers morts al servei dels ciutadans                       |                                                                                        | Escultor: Sebastià Badia 1967, nova dedicatòria 1999, en l'actual emplaçament 2010 | pedra granítica d'Ulldecona                                                     | C. Castella, 6, Parc de Bombers de Llevant 41° 24′ 19″ N, 2° 11′ 54″ E / 41.40525°N,2.19845°E                                                      | 08019/2034-1 | Als bombers de Barcelona (Sebastià Badia) · Vegeu més fotos d'aquesta obra · Carregueu una nova foto d'aquesta obra                                     |